# Volo FedEx Express 647
Il volo FedEx Express 647 era un volo per trasporto merci nazionale dall'aeroporto Internazionale di Oakland, Oakland, all'aeroporto Internazionale di Memphis, Memphis, Stati Uniti d'America. Il 18 dicembre 2003, un McDonnell Douglas MD-10-10F si schiantò durante l'atterraggio a Memphis a causa del collasso del carrello di atterraggio principale destro per errori del pilota. Tutti i sette a bordo sopravvissero, in due rimasero feriti. L'aereo venne consumato dalle fiamme e in seguito demolito.

## L'aereo
Il velivolo coinvolto era un McDonnell Douglas MD-10-10F, marche N364FE, numero di serie 46600, numero di linea 4; si trattava del quarto esemplare di DC-10 prodotto. Volò per la prima volta il 18 gennaio 1971 e venne consegnato a United Airlines il 25 maggio 1972. Venne acquisito da FedEx Express nel luglio del 1998 e convertito qualche anno dopo da DC-10 a MD-10; questa conversione consiste in un completo rifacimento del cockpit, che permette all'aereo di essere pilotato da un equipaggio di due persone anziché di tre. Era spinto da 3 motori turboelica General Electric CF6-6D. Al momento dell'incidente, l'aereo aveva quasi 33 anni e aveva accumulato 65 375 ore di volo in 26 163 cicli di decollo-atterraggio.

## L'equipaggio
L'aereo era pilotato da un equipaggio esperto; il comandante aveva circa 21 000 ore di esperienza di volo totali, di cui 2 602 su MD-10 e MD-11, mentre il primo ufficiale ne aveva circa 15 000, delle quali 1 918 su MD-10 e MD-11.
A bordo c'erano anche 5 dipendenti di FedEx fuori servizio diretti a Memphis.

## L'incidente
Il 18 dicembre 2003, il volo 647 doveva partire da Oakland diretto a Memphis alle 08:10 Central Time Zone. Dopo un breve ritardo a causa di un problema di smistamento dei pacchi, l'aereo decollò alle 08:32. La partenza da Oakland e la fase di crociera tra Oakland e Memphis avvenne senza incidenti.
Il volo atterrò intorno alle 12:26 sulla pista 36R e quasi immediatamente il carrello di atterraggio principale destro collassò. L'aereo virò a destra e uscì di pista, prendendo fuoco. Il copilota riportò lievi ferite durante l'evacuazione, così come uno dei cinque dipendenti di FedEx che erano a bordo come passeggeri. In seguito venne scoperto che il passeggero che azionò lo scivolo d'emergenza non era stato adeguatamente addestrato al suo funzionamento. La maniglia che venne tirata era quella utilizzata per far sì che lo scivolo diventasse una zattera in caso di ammaraggio, quindi questo si staccò dall'aereo.

## Le indagini
Il National Transportation Safety Board (NTSB) condusse le indagini sull'incidente. Gli investigatori scoprirono che, sebbene l'aereo avesse incontrato un vento laterale durante l'atterraggio, le condizioni non erano proibitive per le capacità dell'aeromobile. Il primo ufficiale non allineò correttamente l'aereo alla pista, né rallentò a sufficienza; l'MD-10 toccò la superficie asfaltata in modo brusco, effettuando quello che viene detto un "atterraggio duro". Al momento del touchdown, il vento trasversale fece inclinare l'ala destra di circa sei gradi verso il basso. Questo andava oltre i limiti strutturali del carrello di atterraggio principale destro che di conseguenza si spezzò, collassando. L'NTSB citò anche il comandante per non aver monitorato adeguatamente il primo ufficiale.